# 필 바즐리
필립 앤서니 "필" 바즐리(영어: Phillip Anthony "Phil" Bardsley, 1985년 6월 28일~)은 잉글랜드 태생 스코틀랜드의 축구 선수로 스톡포트 카운티 FC에서 활약하고 있다. 현재 포지션은 수비수이다.